# Sun Jihai
Sun Jihai (Dalian, China, 30 de septiembre de 1977) es un exfutbolista chino, uno de los más famosos de la historia de este país.

## Clubes
| Club                     | País       | Año         | Partidos | Goles |
| Dalian Shide             | China      | 1995 - 1998 | 71       | 1     |
| Crystal Palace FC        | Inglaterra | 1998 - 1999 | 1        | 0     |
| Dalian Shide             | China      | 1999 - 2002 | 52       | 6     |
| Manchester City FC       | Inglaterra | 2002 - 2008 | 151      | 4     |
| Sheffield United FC      | Inglaterra | 2008 - 2009 | 17       | 0     |
| Chengdu Blades FC        | China      | 2009        | 10       | 0     |
| Shaanxi Zhongjian Chanba | China      | 2010 - 2015 | 147      | 2     |